# Fernando Oviedo
Fernando Oviedo es un deportista colombiano que compitió en taekwondo. Ganó una medalla de bronce en los Juegos Panamericanos de 1991, y una medalla de bronce en el Campeonato Panamericano de Taekwondo de 1994.

## Palmarés internacional
| Juegos Panamericanos    | Juegos Panamericanos | Juegos Panamericanos | Juegos Panamericanos |
| Año                     | Lugar                | Medalla              | Categoría            |
| ----------------------- | -------------------- | -------------------- | -------------------- |
| 1991                    | La Habana (Cuba)     | Medalla de bronce    | –64 kg               |
| Campeonato Panamericano |                      |                      |                      |
| Año                     | Lugar                | Medalla              | Categoría            |
| 1994                    | Heredia (Costa Rica) | Medalla de bronce    | –64 kg               |